# Академия изящных искусств (Болонья)
Академия изящных искусств Болоньи (итал. Accademia di Belle Arti di Bologna), бывшая Академия Клементина (Accademia Clementina) — академия искусств в городе Болонья, основана в 1710 году.

## Академия дельи Инкамминати (XVI век)
Предшественницей Академии изящных искусств Болоньи являлась основанная около 1585 года Академия дельи Инкамминати. Её основателями были братья Карраччи (Агостино, Лодовико и Аннибале). В Италии XVI века имели распространение художественные академии как кружки состоятельных людей, созданные для ознакомления с новинками музыки и изобразительного искусства.
Цель нового учреждения братьев Карраччи была иной. Болонская школа родилась как Accademia del Naturale, поскольку её целью было способствовать в искусстве воспроизведению реальности в соответствии с «правилами правдоподобия», почерпнутыми у Джорджо Вазари. Её целью было гарантировать полное обучение теории и практике не только изобразительному искусству, но и другим видам деятельности, считавшимся в то время вспомогательными, например изучению перспективы и пластической анатомии. В Академии учащиеся могли рисовать с обнажённых натурщиков, что было запрещено церковью в период Контрреформации согласно решениям Тридентского собора (1545—1563). Однако рождение этой и других академий свидетельствует о стремлении художников встать наравне с учёными, поэтами и музыкантами, а не быть простыми ремесленниками. Художественная академия братьев Карраччи существовала как частное, а не государственное учебное заведение. Академию возглавил Аннибале Карраччи (1560—1609).
Академия вскоре завоевала авторитет и стала местом собрания образованных горожан, среди которых были не только художники, среди прочих её посещали врач и учёный Мельхиоре Зоппио (ок. 1544—1634) и астролог, математик, астроном и картограф Джованни Антонио Маджини (1555—1617). Академия добилась права ставить обнажённую натуру для профессионального обучения студентов-мужчин. Руководство позаботилось о девизе и гербе академии. Ими стали изображение небесной сферы с созвездием Малой Медведицы и латинским девизом Contentione Perfectus.
Целью братьев было повышение авторитета художников до уровня, который уже имели итальянские поэты, музыканты и литераторы. Целью был также выход живописцев из сословия ремесленников, к которому традиционно причисляли и художников. Наиболее известными учениками академии являются Франческо Альбани, Гвидо Рени и Доменикино.
После смерти братьев частная академия в Болонье пришла в упадок. Однако был создан прецедент, и впоследствии академии искусств для обучения художественно одарённой молодёжи учредили в нескольких европейских странах.

## Создание новой академии (XVII век)
В 1706 году богатый художник Эрколе Фава (1669—1744) помог болонским художникам под руководством Джампьетро Дзанотти основать новую академию. Официальный процесс признания растянулся на несколько лет. В 1710 году для работы академии Эрколе Фава отдал несколько залов в своём Палаццо Фава. Создатели академии обратились к папе римскому, который разрешил образование академии и присоединил её к Болонскому университету. В 1711 году устав учебного заведения утвердил папа Климент XI, в честь которого она получила название Академия Клементина.
Академия Клементина готовила живописцев, скульпторов и архитекторов.

## Видные мастера академии (XVIII век)
- Донато Крети (1671—1743)
- Фердинандо Бибьена (1656—1743)
- Джузеппе Галли Бибьена (1696—1757)
- Франческо Галли да Бибьена (1659—1739)
- Эрколе Лелли (1702—1766)
- Гаэтано Гандольфи (1734—1802)
- Карло Чиньяни (1628—1719) и другие.

## Период наполеоновской оккупации Болоньи (XIX век)
В период наполеоновской оккупации Академия Клементина была реорганизована и получила новое название — «Национальная академия изящных искусств». Художественное заведение перевели в Коллегию иезуитов города Болонья. Академия сохранила часть своих возможностей в сфере поощрения талантливых молодых художников. Существовала практика конкурсов среди студентов с вручением победителям стипендий на обучение в Риме для усовершенствования мастерства. Каждый год во время чествования победителей конкурса устраивались художественные выставки, что было важным событием в художественной жизни провинциального города. Благодаря выставкам Академия была наделена коллекцией художественных работ своих выпускников.
В 1815 году после развала империи Наполеона Бонапарта и отстранения его от европейской политики власть в городе восстановил папа римский. Название «Национальная академия изобразительных искусств» новой властью было изменено на «Папскую академию изобразительных искусств», при этом учебные программы оставили неизменными.
Некоторые изменения в работе академии произошли в 1860 году после отмены власти римских пап в Болонье и присоединения её к Королевству Италии.

## Реформа академии (XX век)
В 1923 году художественная академия Болоньи была реорганизована. Из её состава исключили отделение архитектуры и передали его в состав Болонского университета. Последовали изменения и в сроке обучения в академии, студенты высших классов были поставлены в равные условия со студентами университетов Италии.